# Medaglia per il sacrificio e coraggio
La medaglia per il sacrificio e coraggio (in polacco: Medal za Ofiarność i Odwagę) è un'onorificenza statale polacca istituita il 17 febbraio 1960 dalla Repubblica Polacca.